# Паруновка
Паруно́вка — село в Серышевском районе Амурской области России. Входит в состав Новосергеевского сельсовета.

## География
Село Паруновка стоит на правом берегу реки Томь (левый приток Зеи).
Село Паруновка расположено к юго-востоку от посёлка Серышево, расстояние до районного центра (через сёла Поляна, Красная Поляна, Бочкарёвку, Хитровку и Белогородку) — 40 км.
На восток от села Паруновка (вверх по правому берегу реки Томь) идёт дорога к сёлам Новосергеевка, Рождественка, Широкий Лог, Соколовка и Воскресеновка.
Расстояние до административного центра Новосергеевского сельсовета села Новосергеевка — 4 км (на восток).

## Население
| 2002 | 2010 | 2012 | 2013 | 2014 | 2015 | 2016 |
| ---- | ---- | ---- | ---- | ---- | ---- | ---- |
| 381  | ↘317 | ↘303 | ↗306 | ↘300 | ↗309 | ↗313 |
| 2017 | 2018 |      |      |      |      |      |
| ↘311 | ↘310 |      |      |      |      |      |

## Улицы
| - ул. Зелёная, - пер. Майский, - ул. Набережная, | - ул. Новая, - ул. Партизанская, - ул. Советская. |

## Инфраструктура
Западнее села находится автомобильный мост через реку Томь на автотрассе Чита — Хабаровск.